# Liga Nordeste de Handebol Masculino
A Liga Nordeste de Handebol Masculino é a edição para homens da principal competição entre clubes de handebol do nordeste do Brasil.
A Liga é realizada no segundo semestre do ano, entre os meses de setembro e dezembro, e tem como atual campeão o Morada Nova.

## Títulos por estado
| Estados | Títulos                                | 2º lugar       | 3º lugar       |
| ------- | -------------------------------------- | -------------- | -------------- |
| CE      | 6 (2005, 2008, 2009, 2010, 2011, 2012) | 1 (2012)       | 2 (2007, 2011) |
| AL      | 1 (2006)                               | 1 (2009)       | 2 (2005, 2010) |
| PE      | 1 (2007)                               | 1 (2005)       | 0              |
| PB      | 0                                      | 2 (2008, 2011) | 2 (2006,2012)  |
| RN      | 0                                      | 1 (2010)       | 1 (2008)       |
| SE      | 0                                      | 1 (2006)       | 1 (2009)       |
| BA      | 0                                      | 1 (2007)       | 0              |

## Campeões

### Por equipe
| Time                                   | Títulos                   | Vices    | 3º lugar             | 4º lugar       |
| -------------------------------------- | ------------------------- | -------- | -------------------- | -------------- |
| Morada Nova                            | 4 (2005, 2008, 2009,2012) | 0        | 2 (2007, 2011)       | 1 (2006)       |
| Fortaleza                              | 2 (2010, 2011)            | 1 (2012) | 0                    | 0              |
| CESMAC                                 | 1 (2006)                  | 1 (2009) | 3 (2005, 2010, 2012) | 1 (2008)       |
| Náutico                                | 1 (2007)                  | 0        | 0                    | 0              |
| COPM/PB                                | 0                         | 1 (2008) | 0                    | 2 (2007, 2010) |
| CEUFRN                                 | 0                         | 1 (2010) | 1 (2008)             | 1 (2009)       |
| HCP                                    | 0                         | 1 (2011) | 0                    | 1 (2012)       |
| FSBA                                   | 0                         | 1 (2007) | 0                    | 0              |
| Clube de Empregados da Petrobrás(CEPE) | 0                         | 1 (2006) | 0                    | 0              |
| Internacional do Recife                | 0                         | 1 (2005) | 0                    | 0              |
| Família Milgrau                        | 0                         | 0        | 1 (2009)             | 0              |
| AABB/PB                                | 0                         | 0        | 1 (2006)             | 0              |
| CECEPA/UFAL                            | 0                         | 0        | 0                    | 1 (2011)       |